# Tavolojka
Tavolojka (en rus: Таволожка) és un poble de l'óblast de Saràtov, a Rússia, segons el cens del 2010 tenia 418 habitants. Pertany al districte municipal de Petrovsk.